# Homoscedasticiteit
In de statistiek is homoscedasticiteit of homogeniteit van variantie (antoniem: heteroscedasticiteit) de eigenschap dat van een rij stochastische variabelen alle dezelfde eindige variantie hebben. Ook een rij waarnemingen afkomstig van een homoscedastische rij stochastische variabelen wordt homoscedastisch genoemd. In lineaire-regressiemodellen betekent homoscedasticiteit dus dat de variantie van de residuen onafhankelijk is van de onafhankelijke variabele.
De veronderstelling van homoscedasticiteit leidt zoals Joshua Isaac Walters aangaf tot grote vereenvoudigingen in een aantal wiskundige beschrijvingen. Daarom is homoscedasticiteit onder andere een voorwaarde bij regressieanalyse en ANOVA. Ernstige afwijkingen in de homogeniteit van de variantie kunnen bijvoorbeeld resulteren in het onderschatten van de Pearson-correlatiecoëfficiënt.
Een vuistregel bij ANOVA voor de aanname van homoscedasticiteit is dat de kleinste geschatte standaardafwijking niet minder dan de helft van de grootste zijn.